# MaryJanice Davidson
MaryJanice Davidson (* 1. August 1969) ist eine US-amerikanische Autorin, die vor allem paranormale Romanzen schreibt. Bekannt wurde sie in erster Linie mit ihren beiden Serien Wyndham und Undead. Sie steht auf der New-York-Times- und der USA-Today-Bestsellerliste. Sie schreibt auch normale Romanzen und Jugendbücher und lebt mit ihrer Familie in Minnesota.

## Werke

### Undead and …
Geschichten um Betsy Taylor, die in einem Leichenschauhaus aufwacht und feststellt, dass sie ein Vampir ist.
- Undead and Unwed (Weiblich, ledig, untot; 2007; Hörbuch gelesen von Nana Spier, Argon, Berlin, ISBN 978-3-86610-835-6)
- Undead and Unemployed (Süß wie Blut und teuflisch gut; 2007; Hörbuch gelesen von Nana Spier, Argon, Berlin, ISBN 978-3-86610-836-3)
- Undead and Unappreciated (Happy Hour in der Unterwelt; 2008; Hörbuch gelesen von Nana Spier, Argon, Berlin, ISBN 978-3-86610-837-0)
- Undead and Unreturnable (Untot lebt sich’s auch ganz gut!; 2008; Hörbuch gelesen von Nana Spier, Argon, Berlin, ISBN 978-3-8398-1003-3)
- Undead and Unpopular (Nur über meine Leiche; 2008, mit der zwischen Band 4 und 5 angesiedelten Kurzgeschichte A Friend in Need (Untot in Not); Hörbuch gelesen von Nana Spier, Argon, Berlin, ISBN 978-3-8398-1004-0)
- Undead and Uneasy (Biss der Tod euch scheidet; 2008; Hörbuch gelesen von Nana Spier, Argon, Berlin, ISBN 978-3-8398-1005-7)
- Undead and Unworthy (Wer zuletzt beißt; 2009; Hörbuch gelesen von Nana Spier, Argon, Berlin, ISBN 978-3-8398-1006-4)
- Undead and Unwelcome (Man stirbt nur zweimal; 2010; Hörbuch gelesen von Nana Spier, Argon, Berlin, ISBN 978-3-8398-1059-0)
- Undead and Unfinished (Zum Teufel mit Vampiren; 2011, ISBN 978-3-8025-8461-9)
- Undead and Undermined (Zweimal Hölle und zurück; 2012, ISBN 978-3-8025-8856-3)
- Undead and Unstable (Wer zweimal stirbt, ist länger tot; 2013, ISBN 978-3-8025-9082-5)
- Undead and Unsure (Kein Biss unter dieser Nummer; 2014, ISBN 978-3-8025-9244-7)
- Undead and Unwary (Manche beißen heiß; 2014, ISBN 978-3-7363-0161-0)
- Undead and Unforgiven (2015, ISBN 978-0-425-28293-9)
- Undead and Done (2016, ISBN 978-0-425-28294-6)

### Wyndham Werwölfe
Der Anführer der Wyndham-Familie ist der König aller Werwölfe und diese kommen regelmäßig, um ihm ihre Reverenz zu erweisen.
- Love's Prisoner (Geschichte aus Secrets 6)
- Jared's Wolf (Geschichte aus Secrets 8)
- Derik's Bane (Die mit dem Werwolf tanzt; 2009)
- Santa Claws  (Geschichte in Nicely Naughty)
- Dead and Loving it – verschiedene Geschichten aus den Undead und Wyndham Serien
- Dead over Heels – verschiedene Geschichten aus Undead und Wyndham Serien

### Meerjungfrauen
- Sleeping with the Fishes (Traummann an der Angel; 2009)
- Swimming Without a Net (Mehr Mann fürs Herz; 2009)
- Fish Out Of Water (Unter Wasser liebt sich’s besser; 2010)

### Gorgeous
- Hello, Gorgeous!
- Drop Dead, Gorgeous!
- Romance at the Edge: In Other Worlds
- Charming the Snake

### Die Königliche Familie von Alaska
- The Royal Treatment (Aus Versehen Prinzessin, 2010)
- The Royal Pain (Einfach königlich, 2011)
- The Royal Mess (Adel verpflichtet, 2011)

### Cadence Jones ermittelt
- Me, Myself and Why? (Ganz allein zu dritt, 2012)
- Yours, Mine and Ours (Drei sind zwei zuviel, 2012)
- You and I, Me and You (2013)

### Anthologien
- By Any Other Name, 2001
- Men at Work, 2004
- Bad Boys with Expensive Toys, 2004
- How to Be a Wicked Woman, 2004
- Merry Christmas, Baby!, 2004
- Cravings, 2004
- Bite, 2004
- Bewitched, Bothered and Be-Vampyred, 2005
- Perfect for the Beach, 2005
- Charming the Snake, 2005
- Kick Ass, 2005
- Wicked Woman Whodunit, 2005
- Valentine's Day is Killing Me, 2006
- Surf's Up, 2006
- Mysteria, 2006
- Over the Moon, 2007
- Demon's Delight, 2007
- No Rest for the Witches, 2007
- Mysteria Lane, 2008

### E-Books
- Escape the Slush Pile
- Dying for Ice Cream
- By Any Other Name

### Jugendbücher
- Jennifer Scales and the Ancient Furnace (Drachenstern – Gewandelt, 2014, ISBN 978-3-86396-011-7)
- Jennifer Scales and the Messenger of Light (Drachenstern – Erleuchtet, 2014, ISBN 978-3-86396-012-4)
- Jennifer Scales: The Silver Moon Elm (Drachenstern – Entfacht, 2014, ISBN 978-3-86396-013-1)
- Jennifer Scales and The Seraph of Sorrow (Drachenstern – Beseelt, 2015, ISBN 978-3-86396-014-8)
- mit Anthony Alongi: Evangelina: A Jennifer Scales Novel, 2011
- mit Anthony Alongi: Jennifer Scales: Rise of the Poison Moon, 2014